# Geoffroy (évêque de Grenoble)
Pour les articles homonymes, voir Geoffroy.
Geoffroy († 1163/64) est un chartreux de la seconde moitié du XIIe siècle, élu évêque et prince de Grenoble.